# Детройт — город рока
«Детройт — город рока» (англ. Detroit Rock City, премьера в США: 9 августа 1999 года) — фильм Адама Рифкина о приключениях четырёх парней-школьников, очень любящих группу Kiss.

## Сюжет
Для Хоука, Лекса, Трипа и Джема только одна вещь была круче травки — это группа Kiss! И вот их кумиры приезжают в город Детройт, расположенный совсем близко. Тогда школьники решают украсть машину у родителей одного из героев и отправиться на концерт.
Но не всё так просто! На пути ребят ждет много совершенно разных приключений: побег от пастора, «разборки» с дискоманами, а также потеря билетов и разные способы найти в незнакомом городе средства на новые билеты. За ночь в Детройте все четверо ребят повзрослели, познав все плюсы и минусы взрослой (и рок-н-рольной) жизни.

## В ролях
| Актёр           | Роль       |
| --------------- | ---------- |
| Джузеппе Эндрюс | Лекс       |
| Джеймс Дебелло  | Трип       |
| Эдвард Ферлонг  | Хоук       |
| Сэм Хантингтон  | Джем       |
| Лин Шэй         | мисис Брюс |
| Мелани Лински   | Бэт        |
| Наташа Лионн    | Кристина   |
| Кристин Бут     | кассир     |

## Факты
- Фильм назван в честь известной песни группы Kiss — «Detroit Rock City», которая звучит в конце фильма на концерте;
- Фильм не окупил себя, собрав в США лишь 4 217 115 $, в то время как потрачено на фильм было 34 000 000 $;
- В фильме одну из ролей играет Шеннон Твид, являющаяся женой Джина Симмонса и матерью его детей;
- Известное аниме «Detroit Metal City», как и фильм, обязано своим названием песне группы Kiss — «Detroit Rock City»;
- Развозчик пиццы ездит на автомобиле ВАЗ Нива 2121. Эту модель начали выпускать именно в 1978 году, который показан в фильме.